# Чорноморнафтогаз (футбольний клуб)
«Чорноморнафтога́з» — аматорський футбольний клуб з міста Сімферополя АРК. Виступав у чемпіонаті ААФУ 2008 року. Знявся з турніру після 5-го туру.

## Історія
Футбольну команду «Чорноморнафтогаз» створено з ініціативи голови правління нафтогазового підприємства «Чорноморнафтогаз» Анатолія Присяжнюка у 2007 році. У створенні команди взяв участь і заслужений тренер України Анатолій Заяєв. Нову команду очолив Олександр Бойцан, помічниками якого стали Ігор Рудий і Андрій Борячінскій. Попереднім місцем роботи Бойцана була молодіжна команда сімферопольської «Таврії», звідки в «Чорноморнафтогаз» прийшла група гравців, серед котрих були Ігор Титов, Антон Бахуринський, Олексій Лекомцев та Іван Мигаль. Команда грала у чемпіонаті Криму. Перша гра турніру закінчилась перемогою над «Спартаком» з Молодіжного з рахунком (3:0). За підсумками сезону 2007 року команда посіла друге місце, поступившись якраз «Спартаку» з Молодіжного. У Кубку Криму «Чорноморнафтогаз» дійшов до фіналу, де розгромив красногвардійську «Орбиту-Наша Ряба» (5:0). На Кубку Кримтеплиці команда поступилась в матчі за третє місце мелітопольського «Олкому» (0:1). Незважаючи на це, кращим воротарем турніру був визнаний футболіст «Чорноморнафтогазу» Володимир Мачуга.
У лютому 2008 року команда стала переможцем турніру Кримський пролісок, який проходив в Алушті. «Чорноморнафтогаз» залишив на другому і третьому місці клуби Другої та Першої ліги — ФК «Полтава» та «Фенікс-Іллічовець».
Потім, команда одночасно з виступами в чемпіонаті Криму заявилася для участі у аматорському чемпіонаті України. Не догравши до кінця турніру, «Чорноморнафтогаз» знявся з розіграшу аматорського чемпіонату після 5-го туру і зайняв 4-е місце у своїй групі. У першості Криму «газовики» знову зайняли друге місце, а у Кубку Криму дійшли до фіналу, де поступилися «Севастополю-2» у серії пенальті.
На традиційному турнірі Кримський пролісок, у лютому 2009 року, «Чорноморнафтогаз» посів друге місце, програв першу сходинку «Форосу». Свій останній сезон в чемпіонаті Криму команда провела у 2009 році та посіла 9-е місце. Після цього вона була розформована та припинила існування. За деякими даними клуб був перетворений в ФК «СКІФ».

## Досягнення
- Срібний призер чемпіонату Криму (2): 2007, 2008
- Володар Кубка Криму (1): 2007
- Фіналіст Кубка Криму (1): 2008

## Відомі футболісти
- Роман Полтавець
- Кирилл Сізов
- Олег Слаутін
- Антон Шендрік
- Євген Одинцов